# Bonfilia
Bonfilia – imię żeńskie pochodzenia łacińskiego, wywodzące się od słów oznaczających "dobry syn".
Bonfilia imieniny obchodzi 12 lutego i 17 lutego.
Żeńska forma imienia Bonfiliusz.